# Cowansville
Cowansville es una ciudad situada en la provincia de Quebec, Canadá. Según el censo de 2021, tiene una población de 15 234 habitantes.
Es la sede del municipio regional de condado de Brome-Missisquoi. Hace parte de las circunscripciones electorales de Brome-Missisquoi a nivel provincial y de Brome−Missisquoi a nivel federal.

## Geografía
La localidad está ubicada en las coordenadas 45°12′00″N 72°45′00″O / 45.20000, -72.75000. Según Statistique Canada, tiene una superficie total de 46.87 km².

## Demografía
Según el censo de 2021, la ciudad tiene una población de 15 234 habitantes y una densidad de población de 325.0 hab./km². Los datos del censo mostraron que de las 13 656 personas censadas en 2016, en 2021 hubo un aumento poblacional de 1578 habitantes (11.6%). El número total de inmuebles particulares resultó de 7247, lo que representa una densidad de 154.6 inmuebles por km². El número total de viviendas particulares que se encontraban ocupadas por residentes habituales fue de 6980.